# خانه خوش کلام
خانه خوش کلام مربوط به دوره قاجار است و در دزفول، محله ساکیان واقع شده و این اثر در تاریخ ۱۷ اسفند ۱۳۸۱ با شمارهٔ ثبت ۷۸۸۱ به‌عنوان یکی از آثار ملی ایران به ثبت رسیده است.